# Zbigniew Kozak
Zbigniew Ryszard Kozak (Gdynia, 3 de abril de 1961) é um político da Polónia.
Foi eleito para a Sejm em 25 de setembro de 2005, com 7901 votos em 26 no distrito de Gdynia, candidato pelas listas do partido Prawo i Sprawiedliwość.